# Убиты под Москвой
«Убиты под Москвой» — военная повесть русского писателя Константина Воробьёва, наиболее известное произведение автора. Действие происходит во время обороны Москвы осенью 1941 года. Написана в 1961 году, впервые опубликована в журнале «Новый мир» (1963, № 2).
Детство главного героя повести, курсанта Алексея Ястребова, изображено писателем в более ранней повести «Сказание о моём ровеснике» («Алексей, сын Алексея», 1960).

## Содержание
Ноябрь 1941 года, оборона Москвы. Действие происходит под деревней Лотошино в 30 км к северо-западу от Волоколамска. Главный герой повести: лейтенант Алексей Ястребов, командир 4-го взвода.
Учебная рота кремлёвских курсантов заступает в боевое охранение Отдельного курсантского полка (ОКП) МКПУ имени Верховного Совета РСФСР. Ею командует капитан Рюмин. В роте 240 курсантов, все одного роста: «Рост сто восемьдесят три». Рота вооружена только самозарядными винтовками (СВТ), гранатами и бутылками с бензином.
Курсанты сменили бойцов пехотного полка, сформированного из московских ополченцев. Рота окопалась на окраине деревни вдоль противотанкового рва. Вскоре стали проходить отступающие с фронта группы красноармейцев. Немцы начинают миномётный обстрел и ведут его с перерывами весь день. Гибнет политрук и шесть курсантов. Погибших хоронят в братской могиле. Раненых оставляют в деревне.
После начала общего наступления немецко-фашистских войск рота оказывается в окружении. Рюмин принимает решение атаковать ночью занятое немцами село. В ночном бою рота уничтожила чуть ли не батальон немецких автоматчиков, сама же потеряла 11 человек убитыми. Алексей тоже убил одного немца в упор.
Наступивший день капитан хотел переждать в лесу, но роту обнаружил немецкий самолёт-разведчик. Потом прилетели пикирующие бомбардировщики. После налёта в лес вошли немецкая пехота и танки, и рота прекратила существование.
Алексей и ещё один курсант затаились и спаслись. Когда всё стихло, они пошли на восток и вскоре наткнулись на капитана Рюмина и ещё троих курсантов. Группа заночевала в скирдах. Утром они видят, как в воздушном бою четыре «мессершмитта» уничтожают три «ястребка».
Рюмин застрелился. Курсанты вырыли ему могилу. В это время появились два немецких танка. Курсанты прячутся в скирдах и погибают. Алексей остался у вырытой могилы, встал в полный рост и, перекинув бутылку с бензином через башню, поджёг один танк. Танк завалил землёй спрятавшегося в могиле Алексея, но потом остановился и сгорел. Алексей с трудом выбрался из могилы, повесил на плечи четыре винтовки и побрёл к своим.
Далеко впереди беззвучно и медленно в небо тянулись от земли огненные трассы, и Алексей шёл к ним. Он ни о чём отчётливо не думал, потому что им владело одновременно несколько чувств, одинаково равных по силе, — оторопелое удивление перед тем, чему он был свидетелем в эти пять дней, и тайная радость оттого, что остался жив; желание как можно скорее увидеть своих и безотчётная боязнь этой встречи; горе, голод, усталость и ребяческая обида на то, что никто не видел, как он сжёг танк…

## Отзывы
Критик-сталинист Н. В. Лесючевский приводил повесть как пример клеветнического произведения.

## Экранизации
- 1984 — «Экзамен на бессмертие», режиссёр Алексей Салтыков (по повестям «Крик» и «Убиты под Москвой»).
- 1990 — «Это мы, Господи!», режиссёр Александр Итыгилов.
- 2010 — «Утомлённые солнцем 2: Предстояние», режиссёр Никита Михалков. (В титрах фильма источник заимствования не указан, однако фрагмент c раздавленной немецкими танками ротой отдельного курсантского полка Московского пехотного училища, является, по меньшей мере, искажением истории, и возможно — плагиатом повести Константина Воробьёва «Убиты под Москвой», экранизированной киностудией имени А. Довженко в 1990 году в фильме «Это мы, Господи!»)[2].